# Elie Smalhout
Elias (Elie) Smalhout (Amsterdam, 23 september 1889 – aldaar, 8 september 1939) was een Nederlands tekenaar en grafisch vormgever. Hij ontwierp ook enige boekbanden en ex librissen.

## Levensloop
Smalhout was afkomstig uit een liberaal-joods gezin. Hij hield een hartkwaal over aan de Spaanse griep, een angina pectoris. Hij trouwde in 1918 met Bregtje Sombrogaart. Uit dit huwelijk werd de anesthesist en columnist-publicist Bob Smalhout (1927-2015) geboren.
Hoewel van oorsprong diamantslijper, ging Smalhout op aandrang van zijn vrouw naar de Rijksakademie van beeldende kunsten in Amsterdam. Na het voltooien van zijn studie werd hij tekenleraar aan de A.B. Davidsschool in Amsterdam. In 1918 verhuisde Smalhout met zijn vrouw naar de Transvaalbuurt in de hoofdstad. Daar werd hij betrokken bij het werk voor de SDAP en dat vertaalde zich vooral in het klaarmaken van verkiezingsborden en vlaggen voor die partij. Elies vrouw Bregtje Smalhout-Sombogaart was boekhoudster/procuratiehouder bij drukkerij De Vooruitgang, die later De Arbeiderspers zou worden. Smalhout was ook medewerker van het blad Koemi Oeri ('Op naar het Licht'), een orgaan van de socialistisch-zionistische organisatie Poale Zion. Hij stierf op bijna 52-jarige leeftijd aan de gevolgen van de hartkwaal.
Een groot aantal tekeningen en andere kunstuitingen van Smalhout is ondergebracht bij het Joods Historisch Museum in Amsterdam.

## Afbeeldingen

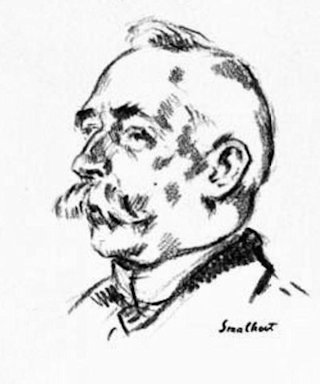
Portret van Kornelis ter Laan
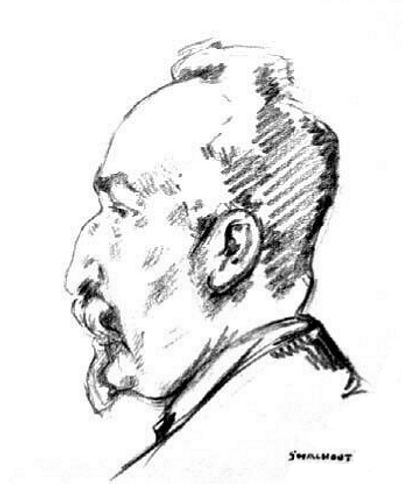
Portret van Samuel Pothuis